# Danh sách ga tàu điện ngầm ở Moskva
Đây là danh sách các nhà ga metro của Moskva - Liên bang Nga. Danh sách này bao gồm những nhà ga đang hoạt động, đang ngưng sử dụng và đã đóng cửa. metro Moskva (tiếng Nga: Московское метро) là hệ thống metro có trọng tải hành khách lớn thứ 2 thế giới, sau hệ thống metro ở Tokyo. Hệ thống này mở cửa lần đầu vào năm 1935, cho đến nay, nó có tổng chiều dài các tuyến đường là 325.4 km, 12 tuyến đường cùng với 195 nhà ga. Hằng ngày, có hơn 7 triệu hành khách đi lại trong hệ thống này. Mỗi nhà ga metro đều được trang trí rất công phu. Nơi đây được mệnh danh là "Cung điện ngầm dưới lòng đất". Tuy metro Moskva không phải là hệ thống metro lớn nhất thế giới nhưng có một điều chắc chắn rằng, nó là hệ thống metro đẹp nhất thế giới.
| Tuyến | Tên gọi                      | Tên Cyril                  | Số ga | Chiều dài              | Mở lần đầu | Mở rộng lần cuối | Số hành khách[A] |
|       | Sokolnicheskaya              | Сокольническая             | 19    | 26,2 kilômét (16,3 mi) | 15.05.1935 | 01.08.1990       | 1.031.914        |
|       | Zamoskvoretskaya             | Замоскворецкая             | 20    | 37,1 kilômét (23,1 mi) | 11.09.1938 | 07.09.1985       | 1.362.599        |
|       | Arbatsko-Pokrovskaya         | Арбатско-Покровская        | 18    | 37,7 kilômét (23,4 mi) | 13.03.1938 | 07.09.2008       | 800.504          |
|       | Filyovskaya                  | Филёвская                  | 13    | 14,7 kilômét (9,1 mi)  | 15.05.1935 | 30.08.2006       | 355.180          |
|       | Koltsevaya                   | Кольцевая                  | 12    | 19,4 kilômét (12,1 mi) | 01.01.1950 | 14.03.1954       | 832.862          |
|       | Kaluzhsko-Rizhskaya          | Калужско-Рижская           | 24    | 37,6 kilômét (23,4 mi) | 01.05.1958 | 17.01.1990       | 1.399.472        |
|       | Tagansko-Krasnopresnenskaya  | Таганско-Краснопресненская | 19    | 35,9 kilômét (22,3 mi) | 31.12.1966 | 30.12.1975       | 1.449.222        |
|       | Kalininskaya                 | Калининская                | 7     | 13,1 kilômét (8,1 mi)  | 30.12.1979 | 25.01.1986       | 419.842          |
|       | Serpukhovsko-Timiryazevskaya | Серпуховско-Тимирязевская  | 25    | 41,2 kilômét (25,6 mi) | 08.11.1983 | 26.12.2002       | 1.092.949        |
|       | Lyublinskaya                 | Люблинская                 | 12    | 21,2 kilômét (13,2 mi) | 28.12.1995 | 29.12.2007       | 227.941          |
|       | Kakhovskaya                  | Каховская                  | 3     | 3,3 kilômét (2,1 mi)   | 11.08.1969 |                  | 107.732          |
|       | Butovskaya                   | Бутовская                  | 5     | 5,2 kilômét (3,2 mi)   | 27.12.2003 |                  | 50.600           |

## Ga tàu điện

### Tuyến Sokolnicheskaya
- Ulitsa Podbelskogo
- Cherkizovskaya
- Preobrazhenskaya Ploschad
- Sokolniki
- Krasnoselskaya
- Komsomolskaya-Radialnaya
- Krasniye Vorota
- Chistiye Prudy
- Lubyanka
- Okhotnyi Ryad
- Biblioteka Imeni Lenina
- Kropotkinskaya
- Công viên Kultury-Radialnaya
- Frunzenskaya
- Sportivnaya
- Vorobyovy Gory
- Universitet
- Prospekt Vernadskogo
- Yugo-Zapadnaya

### Tuyến Zamoskvoretskaya
- Rechnoi Vokzal
- Vodny Stadion
- Voikovskaya
- Sokol
- Aeroport
- Dinamo
- Belorusskaya-Radialnaya
- Mayakovskaya
- Tverskaya
- Teatralnaya
- Novokuznetskaya
- Paveletskaya-Radialnaya
- Avtozavodskaya
- Kolomenskaya
- Kashirskaya
- Kantemirovskaya
- Tsaritsyno
- Orekhovo
- Domodedovskaya
- Krasnogvardeyskaya

### Tuyến Arbatsko-Pokrovskaya
- Shchelkovskaya
- Pervomaiskaya
- Izmailovskaya
- Partizanskaya
- Semyonovskaya
- Elektrozavodskaya
- Baumanskaya
- Kurskaya-Radialnaya
- Ploshchad Revolutsii
- Arbatskaya (tuyến Arbatsko-Pokrovskaya)
- Smolenskaya (Arbatsko-Pokrovskaya)
- Kievskaya (Arbatsko-Pokrovskaya)
- Công viên Pobedy
- Kuntsevskaya
- Molodyozhnaya
- Krylatskoe
- Strogino

### Tuyến Filyovskaya
- Kuntsevskaya
- Pionerskaya
- Công viên Filyovsky
- Bagrationovskaya
- Fili
- Kutuzovskaya
- Studencheskaya
- Kievskaya (Filyovskaya)
- Smolenskaya (Filyovskaya)
- Arbatskaya (tuyến Filyovskaya)
- Alexandrovsky Sad
- Delovoi Tsentr

### Tuyến Koltsevaya
- Công viên Kultury-Koltsevaya
- Oktyabrskaya-Koltsevaya
- Dobryninskaya
- Paveletskaya-Koltsevaya
- Taganskaya-Koltsevaya
- Kurskaya-Koltsevaya
- Komsomolskaya-Koltsevaya
- Prospekt Mira-Koltsevaya
- Novoslobodskaya
- Belorusskaya-Koltsevaya
- Krasnopresnenskaya
- Kievskaya-Koltsevaya

### Tuyến Kaluzhsko-Rizhskaya
- Medvedkovo
- Babushkinskaya
- Sviblovo
- Botanichesky Sad
- VDNKh
- Alexeyevskaya
- Rizhskaya
- Prospekt Mira-Radialnaya
- Sukharevskaya
- Turgenevskaya
- Kitay-Gorod
- Tretyakovskaya
- Oktiabrskaya-Radialnaya
- Shabolovskaya
- Leninskiy Prospekt
- Akademicheskaya
- Noviye Cheromushki
- Kaluzhskaya
- Belyayevo
- Konkovo
- Tyoplyi Stan
- Yasenevo
- Công viên Bittsevsky

### Tuyến Tagansko-Krasnopresnenskaya
- Planernaya
- Skhodnenskaya
- Tushinskaya
- Shchukinskaya
- Oktyabrskoe Pole
- Polezhaevskaya
- Begovaya
- Ulitsa 1905 Goda
- Barrikadnaya
- Pushkinskaya
- Kuznetskiy Most
- Kitay-Gorod
- Taganskaya-Radialnaya
- Proletarskaya
- Volgogradskiy Prospekt
- Tekstilshchiki
- Kuzminki
- Ryazanskiy Prospekt
- Vykhino

### Tuyến Kalininskaya
- Novogireevo
- Perovo
- Shosse Entuziastov
- Aviamotornaya
- Ploshchad Ilicha
- Marksistskaya
- Tretyakovskaya

### Tuyến Serpukhovsko-Timiryazevskaya
- Altufyevo
- Bibirevo
- Otradnoye
- Vladykino
- Petrovsko-Razumovskaya
- Timiryazevskaya
- Dmitrovskaya
- Savyolovskaya
- Mendeleevskaya
- Tsvetnoi Bulvar
- Chekhovskaya
- Borovitskaya
- Polyanka
- Serpukhovskaya
- Tulskaya
- Nagornaya
- Nagatinskaya
- Nakhimovskiy Prospekt
- Sevastopolskaya
- Chertanovskaya
- Yuzhnaya
- Prazhskaya
- Ulitsa Akademika Yangelya
- Annino
- Bulvar Dmitriya Donskogo

### Tuyến Lyublinskaya
- Trubnaya
- Sretensky Bulvar
- Chkalovskaya
- Rimskaya
- Krestyanskaya Zastava
- Dubrovka
- Pechatniki
- Kozhukhovskaya
- Volzhskaya
- Lyublino
- Bratislavskaya
- Marino

### Tuyến Kakhovskaya
- Kashirskaya
- Varshavskaya
- Kakhovskaya

### Tuyến Butovskaya
- Ulitsa Starokachalovskaya
- Ulitsa Skobelevskaya
- Bulvar Admirala Ushakova
- Ulitsa Gorchakova
- Buninskaya Alleya

### Non-functional or abandoned stations
- Pervomaiskaya (đã đóng cửa)
- Volokolamskaya (cũ)
- Kaluzhskaya (đã đóng cửa)
- Elektrozavodskaya (xây ngầm)
- Vorobyevy Gory (xây ngầm từ 1983 đến 2002)

## Liên kết
- (tiếng Nga) (tiếng Anh) Official website Lưu trữ ngày 3 tháng 10 năm 2020 tại Wayback Machine
- (tiếng Anh) (tiếng Nga) The interactive scheme of the underground Lưu trữ ngày 21 tháng 12 năm 2012 tại archive.today
- (tiếng Nga) metro.ru  — Information, history, maps, art
- (tiếng Nga) MoskvaWalks Moscow[liên kết hỏng] Photos of all metro stations
- (tiếng Nga) metro.Molot.ru  — Lines, stations, plans, articles
- (tiếng Nga) Моё Метро ("My metro") — Stations, cars, links
- (tiếng Anh) UrbanRail.Net Lưu trữ ngày 30 tháng 1 năm 2009 tại Wayback Machine
- (tiếng Anh) metro Moskva Photos Lưu trữ ngày 1 tháng 9 năm 2006 tại Wayback Machine — "faithful rendering of the decorations of the metro Moskva, through some 450 photos and 27 panoramas"
- (tiếng Anh) Kartametro.info — Lines, stations, and exits on Moscow map and satellite imagery. Public transportation near metro stations.